# Dilermando Rocha
Dilermando Rocha foi um político brasileiro do estado de Minas Gerais. Atuou como deputado estadual em Minas Gerais na 3ª legislatura (1955-1959), como suplente. Também foi governador de Roraima.